# Kompolti István

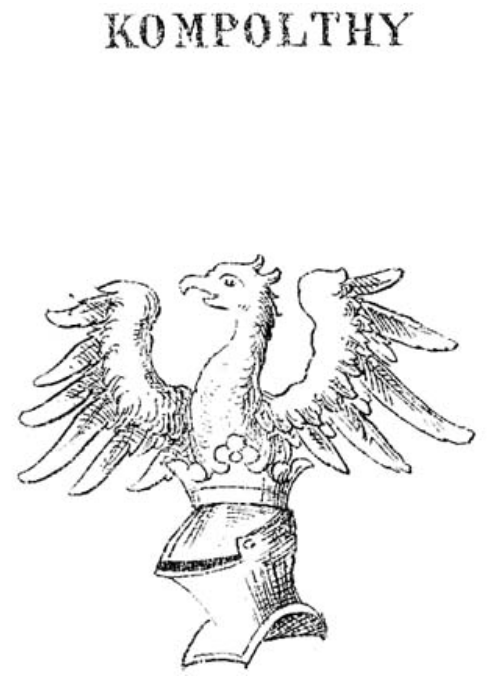
A Kompolthy család címere

Kompolti István (fl. 1380–1425), országbíró 1423 és 1425 között, Heves vármegyei földbirtokos. 

## Élete
Az Aba nemzetségből való nánai és visontai Kompolthy család sarja. Apja Kompolti István. Apai nagyapja Kompolti István, aki 1361-ben Gömör vármegye főispánja. Fivére Kompolti Pál (fl. (1429–1441), pohámokmester, hevesi főispán.
1403-ban a Heves megyei Pata nevű földbirtokot Zsigmond magyar király a hűtlen Nekcseiektől elvéve Kompolti Istvánnak adományozza, azonban 1405-ben már a Szécsényi család kezén találjuk, akik zálog címén kapják a helységet a királytól. 1416-ban Zsigmond király Kompolti István fia Istvánt új adomány címén megerősíti az ősei és az általa is birtokolt Pély, valamint a hozzá tartozó Kömlő, Folt és Mákegyháza birtokokban. 1417-ben az egri káptalan jelenti a királynak, hogy Nánai István fia Istvánt beiktatta a fenti birtokokba. 1421-ben a rokon Visontai család kihaltával visonta adományként nánai Kompolti István birtokába jut.
Kompolti István 1415-től kezdve Zsigmond magyar király legbelsőbb köréhez tartozott, mert az uralkodó név szerint megjelölte azon 10 személy között, akiket állandóan az udvarban akart látni. 1423 és 1425 között országbíróként szolgált.

## Házassága és leszármazottjai

A Tarkeői családnak a címere

Feleségül vette az ősrégi nemesi családból való Tarkői Erzsébet (fl. 1409–1424) kisasszonyt, akinek a szülei Tarkeői Henrik (fl. 1342–1378) Sáros vármegye főispánja, földbirtokos és az Aba nemzetségbeli Idai Anna (fl. 1360–1409) voltak. Az apai nagyapja Tarkői Rikolf mester (fl. 1311–1360), hadvezér, földbirtokos. Kompolti István és Tarkői Erzsébet frigyéből született:
- Kompolthy Péter  (fl. 1415–1420), pohámokmester, földbirtokos. Neje: Czudar Hedvig
- Kompolthy László(fl. 1415–1428), pohámokmester, földbirtokos.
- Kompolthy Miklós (fl. 1404–1444), egri prépost
- Kompolthy János (fl. 1409–1451), pohárnok-, ajtónállómester, földbirtokos. Neje: Tari Margit
- Kompolthy Erzsébet (fl. 1452–1458). Férje: alsólendvai Bánffy István (fl. 1411–†1448), hadvezér, nagybirtokos.